# مقاطعة بولك (آيوا)
مقاطعة بولك (بالإنجليزية: Polk County)‏ هي إحدى مقاطعات ولاية آيوا في الولايات المتحدة الأمريكية.